# Бранж, Луи де
Луи де Бранж де Бурсия (фр. Louis de Branges de Bourcia; род. 21 августа 1932 года) — французско-американский математик. Заслуженный профессор математики Эдварда К. Эллиотта в Университете Пердью в Вест-Лафайетте, штат Индиана. В 1984 году доказал давнюю гипотезу Бибербаха, которая сейчас называется теоремой де Бранжа. Он утверждает, что доказал несколько важных математических гипотез, включая обобщенную гипотезу Римана. Аналитик де Бранж занимался изучением и исследованием реальных, функциональных, комплексных, гармонических (Фурье) и диофантовы анализов. Что касается конкретных методов и подходов, он является экспертом в спектральных и операторных теориях.

## Биография
Родился в американской семье, проживающей в Париже. Его родной язык — французский. В 1941 году вместе с матерью и сёстрами вернулся в США. Он учился на бакалавриате в Массачусетском технологическом институте (1949—1953), получил степень доктора математических наук в Корнеллском университете (1953—1957). Его наставниками были Вольфганг Фукс и будущий коллега по Университету Пердью — Гарри Поллард. Два года (1959—1960) он проработал в Институте перспективных исследований и еще два (1961—1962) в Институте математических наук Куранта. В 1962 году был приглашён в Университет Пердью.

## Научная деятельность
Доказательство де Бранжа гипотезы Бибербаха изначально не было принято математическим сообществом. Слухи о его доказательстве начали распространяться в марте 1984 года, но многие математики были настроены скептически, потому что де Бранж ранее объявил некоторые ложные результаты, в том числе заявленное доказательство гипотезы инвариантного подпространства в 1964 году (кстати, в декабре 2008 года он опубликовал новое заявленное доказательство для это предположение на его сайте). Для подтверждения доказательства де Бранжа потребовалась проверка командой математиков из Математического института им. Стеклова в Ленинграде, процесс, который занял несколько месяцев и позже привел к значительному упрощению основного аргумента, новаторские инструменты теории гильбертовых пространств целых функций, в значительной степени разработанные де Бранжем. На самом деле правильность гипотезы Бибербаха была не единственным важным следствием доказательства де Бранжа, которое охватывает более общую проблему — гипотезу Милина.
В июне 2004 года де Бранж объявил, что у него есть доказательство гипотезы Римана, которую часто называют величайшей нерешенной проблемой математики, и опубликовал 124-страничное доказательство на своем веб-сайте.
Этот первоначальный препринт претерпел ряд изменений, пока в декабре 2007 года он не был заменен гораздо более амбициозным заявлением, которое он разрабатывал в течение года в форме параллельной рукописи. С того времени он выпустил развивающиеся версии двух предполагаемых обобщений, следуя независимым, но взаимодополняющим подходам своего первоначального аргумента. В самом коротком из них (43 страницы по состоянию на 2009 год), который он называет «Апология для доказательства гипотезы Римана» (используя слово «извинение» в редко используемом смысле «апология»), он утверждает, что использовал свои инструменты для теория гильбертовых пространств целых функций, чтобы доказать гипотезу Римана для L-функций Дирихле (тем самым доказывая обобщенную гипотезу Римана) и аналогичное утверждение для дзета-функции Эйлера, предполагая, что нули просты. В другой (57 страниц) он утверждает, что модифицировал свой более ранний подход к этому вопросу с помощью спектральной теории и гармонического анализа, чтобы получить доказательство гипотезы Римана для L-функций Гекке, группы даже более общей, чем L-функции Дирихле. функций (что привело бы к еще более сильному результату, если бы его утверждение было подтверждено). По состоянию на январь 2016 года его статья под названием «Доказательство гипотезы Римана» насчитывает 74 страницы, но не завершается доказательством. Комментарий к его попытке доступен в Интернете.
Математики по-прежнему настроены скептически, и ни одно из доказательств не подвергалось серьезному анализу. Основное возражение против его подхода исходит из статьи 1998 года (опубликованной двумя годами позже), написанной Брайаном Конри и Сиань-Джин Ли, одним из докторов философии и первооткрывателем критерия Ли, эквивалентного утверждению гипотезы Римана. Питер Сарнак также внес свой вклад в основной аргумент. В статье, которая, в отличие от заявленного доказательства де Бранжа, была рецензирована и опубликована в научном журнале, приводятся числовые контрпримеры и нечисловые встречные требования к некоторым условиям положительности, касающимся гильбертовых пространств, которые, согласно предыдущим демонстрациям де Бранжа, подразумевают правильность гипотезы Римана. В частности, авторы доказали, что положительность, требуемая от аналитической функции F (z), которую де Бранж будет использовать для построения своего доказательства, также заставит его принять определенные неравенства, которые, по их мнению, функции, действительно релевантные для доказательства, не удовлетворяют. Поскольку их статья вышла за пять лет до текущего предполагаемого доказательства и относится к работе, опубликованной де Бранжем в рецензируемых журналах в период с 1986 по 1994 год, еще неизвестно, удалось ли де Бранжу обойти их возражения. Он не цитирует их статью в своих препринтах. Журналист Карл Саббаг, который в 2003 году написал книгу о гипотезе Римана, основанную на работах де Бранжа, процитировал Конри, сказавшего в 2005 году, что он по-прежнему считает подход де Бранжа неадекватным для решения этой гипотезы, хотя он и признал это прекрасной идеей. Он не указал, что действительно читал предыдущую текущую версию предполагаемого доказательства. В техническом комментарии 2003 года Конри заявляет, что не верит, что гипотеза Римана уступит место инструментам функционального анализа. Де Бранж, кстати, также утверждает, что его новое доказательство представляет собой упрощение аргументов, представленных в удаленной статье о классической гипотезе Римана, и настаивает на том, что теоретикам чисел не составит труда его проверить. Ли и Конри не утверждают, что математика де Бранжа ошибочна, а утверждают только, что выводы, которые он сделал из них в своих оригинальных статьях, верны, и что его инструменты, следовательно, неадекватны для решения рассматриваемых проблем.
Ли опубликовал предполагаемое доказательство гипотезы Римана в архиве arXiv в июле 2008 года. Через несколько дней оно было отозвано после того, как несколько основных математиков выявили критический недостаток, проявив интерес, который, по-видимому, до сих пор не получил заявленных доказательств. Между тем, извинение превратилось в своего рода дневник, в котором он также обсуждает исторический контекст гипотезы Римана и то, как его личная история переплетается с доказательствами. Он подписывает свои бумаги и препринты как «Луи де Бранж», и его всегда цитируют именно так. Тем не менее, он интересуется своими предками де Бурсия и обсуждает происхождение обеих семей.
Конкретные инструменты анализа, которые он разработал, в значительной степени успешно справились с гипотезой Бибербаха, были освоены лишь небольшой частью других математиков (многие из которых учились у де Бранжа). Это создает еще одну трудность для проверки его текущей работы, которая в значительной степени автономна: большинство исследовательских работ, которые де Бранж решил цитировать в своем предполагаемом доказательстве гипотезы Римана, были написаны им самим в течение сорока лет. На протяжении большей части своей трудовой жизни он публиковал статьи как единственный автор.
Гипотеза Римана — одна из самых глубоких проблем математики. Это одна из шести нерешенных проблем, связанных с Премией тысячелетия. Простой поиск в arXiv даст несколько утверждений о доказательствах, некоторые из которых сделаны математиками, работающими в академических учреждениях, которые остаются непроверенными и обычно отклоняются ведущими учеными. Некоторые из них даже цитировали препринты де Бранжа в своих ссылках, а это значит, что его работа не осталась полностью незамеченной. Это показывает, что очевидное отчуждение де Бранжа — не единичный случай, но он, вероятно, является самым известным профессионалом, имеющим текущие непроверенные утверждения.
Две названные концепции возникли из работ де Бранжа. Целая функция, удовлетворяющая определенному неравенству, называется функцией де Бранжа. Для данной функции де Бранжа набор всех целых функций, удовлетворяющих определенному отношению к этой функции, называется пространством де Бранжа. Он опубликовал на своем сайте еще один препринт, в котором утверждается, что он решает проблему измерения благодаря Стефану Банаху.

## Награды и отличия
В 1989 г. он стал первым лауреатом Премии Островского, а в 1994 г. — Премией Лероя П. Стила за плодотворный вклад в исследования.
В 2012 году он стал членом Американского математического общества.